# Цистерна на Филоксен
Цистерната на Филоксен (на гръцки: Κινστέρνα Φιλοξένου), известна в Турция под името Цистерна на 1001-та колони (на турски: Binbirdirek Sarnıcı) е византийско покрито водохранилище за питейна вода от 5 век, намиращо се в историческата част на Константинопол, между Форума на Константин и Хиподрума. Въпреки името си на турски, всъщност се състои от 224 колони. Тя е втората по големина антична подземна цистерна в Истанбул след Йеребатан сарнъджъ.

## Описание
Водохранилището е построено през 5 век под дворец, който често се идентифицира от учени като Двореца на Антиох.
Резервоарът е с размери 64 на 56 m, заема обща площ от 3640 m² и може да побере около 40 000 m³ вода. Представлява голяма зала, изпълнена с колони, които поддържат покрив от засводени арки. Общата височина на колоните е между 14 и 15 m, като всяка всъщност се състои от две отделни масивни колони, една върху друга, свързани помежду си с кръгъл мраморен диск.
Цистерната е била реконструирана по времето на император Юстиниан през 6 век, тъй като дворецът над нея е бил опустошен от пожар през 475 г. След падането на Константинопол под османско владичество през 1453 г., цистерната вече не е използвана по предназначение и дори е била забравена, но е преоткрита при строежа на двореца на Фазли Паша на същото място през 17 век.
Цистерната е ремонтирана и може да се посети като музей. Подът ѝ е повдигнат с няколко метра и долната част на почти всички колони са вкопани в него. В центъра на цистерната има изкоп-басейн, който стига до нивото на оригиналния под и показва четири колони в пълната им височина.